# Campagne de Guyane (1811-1812)
Pour les articles homonymes, voir Campagne de Guyane.
Batailles
m
- Cumaná
- Barrancas
- Soledad
- Santa Cruz del Orinoco
- Caratal
- Caño de Macareo
- Angostura
- Sorondo

La campagne de Guyane de 1811-1812 est la première campagne militaire livrée par l'armée républicaine vénézuélienne dans la province de Guyane, au sud-est du Venezuela.

## Contexte
Après la proclamation de la Première République du Venezuela, la junte qui s'était formée dans la province de Guyane est renversée par un coup d'État et repasse sous le contrôle des royalistes. La province met sur pied une force navale qui patrouille le fleuve Orénoque et des forces terrestres qui monte des incursions dans les villes limitrophes de la province, s'intensifiant jusqu'au saccage et l'incendie du village de Cabruta, le 12 avril.
En juillet, la Junte suprême de Caracas rassemble une armée organisée en collaboration avec les autres provinces de la nouvelle République pour prendre le contrôle de la province récalcitrante par voie terrestre et maritime via le fleuve Orénoque.

## Déroulement
L'armée patriote se compose d'une colonne issue de Caracas commandée par le colonel Francisco Gonzáles Moreno, chef de l'expédition, une colonne issue de Barcelona, commandée par le lieutenant Pedro María Freites, une colonne issue de Cumaná, commandée par le colonel Manuel Villapol (es), et d'une force navale commandée par le capitaine de vaisseau Felipe Santiago Esteves.

## Conséquences
La campagne est un désastre pour la République, qui non seulement échoue dans sa tentative de pacifier la province, mais qui perd aussi la quasi-totalité de sa flotte au cours de la bataille de Sorondo, ce qui laisse le pays à la merci du blocus tendu par l'Espagne.